# Ibn 'Arabshah
Abū Muḥammad Shihāb al-Dīn Aḥmad ibn Muḥammad ibn ʿAbd Allāh ibn Ibrāhīm, detto Ibn ʿArabshāh (in arabo أبو محمد شهاب الدين أحمد بن محمد بن عبد الله بن إبراهيم‎?; Damasco, 15 novembre 1389 – Egitto, 24 agosto 1450) è stato uno storico e viaggiatore arabo.
Scrittore arabo di Siria,Ibn ʿArabshāh (in arabo ابن عَرَبْشَاه‎?), fu attivo nell'Egitto mamelucco. 
Imparò la lingua persiana, quella turca e quella mongola, grazie alle quali poté realizzare il suo capolavoro, dedicato alle conquiste di Tamerlano (1370–1405) e al nipote Shah Rukh suo successore
Ibn ʿArabshāh si recò poi a Edirne e lavorò alla corte del Sultano ottomano Mehmed I, traducendo libri dall'arabo in turco e in persiano. Tornò quindi a Damasco dopo 23 anni. 
Nella sua biografia critica su Tamerlano, le ʿAjāʾib al-Maqdūr, redatta in arabo, Ibn ʿArabshāh sottolineò l'analfabetismo di Timur circa la lingua araba e la sua preferenza per la letteratura persiana. 
Tornò quindi in Egitto, in cui morì.
Il famoso studioso musulmano ʿAbd al-Wahhāb ibn ʿArabshāh era suo figlio

## Opere
- Aja'ib al-Maqdur fi Nawa'ib al-Taymur (Le meraviglie del destino circa le devastazioni di Timūr), finito a Damasco il 12 agosto 1435. Tradotto e stampato per la prima volta in latino sotto il titolo Ahmedis Arabsiadae Vitae & rerum gestarum Timuri, qui vulgo Tamerlanes dicitur, historia. Lugduni Batavorum, ex typographia Elseviriana, 1636.
- al-Ta'lif al-tahir fi shiyam al-Malik al-Zahir (Vita di al-Malik al-Zahir, sultano mamelucco)
- Fakihat al-Khulafa' wa Mufakahat al-Zurafa'
- Jami' al-Ḥikāyat (silloge letteraria, tradotta dal persiano in turco).
- al-'Iqd al-Farīd fī l-Tawḥīd
- Ghurrat al-Siyar fi Duwal al-Turk wa al-Tatar (sugli Stati turchi e mongoli)
- Muntaha al-Adab fi Lughat al-Turk wa al-Ajam wa al-'Arab (sulla letteratura in lingua turca, persiana e araba)